# Eggersdorf-Siedlung
Eggersdorf-Siedlung ist ein bewohnter Gemeindeteil der Stadt Müncheberg im Landkreis Märkisch-Oderland in Brandenburg.

## Geografische Lage und Geschichte
Der Gemeindeteil liegt südwestlich des Stadtzentrums und dort unmittelbar an der Bundesstraße 168, die von Südwesten kommend nach Müncheberg führt. Nordwestlich liegt der Wohnplatz Müncheberger Siedlung, südlich schließt sich der Wohnplatz Waldschänke an. Der westliche Teil besteht aus einer Streubebauung, an die sich im Osten ein kleines Waldgebiet anschließt. Südlich befindet sich der Flugplatz Eggersdorf.
Der Gemeindeteil erschien als Wohnplatz Siedlung im Jahr 1950 und gehörte zu dieser Zeit zu der noch selbstständigen Gemeinde Eggersdorf.